# Uhla azjatycka
Uhla azjatycka (Melanitta stejnegeri) – gatunek dużego wędrownego ptaka z rodziny kaczkowatych (Anatidae). Tereny lęgowe położone są głównie na Syberii, do tego w północnej i zachodniej Mongolii oraz północno-wschodnim Kazachstanie. Zimowiska ciągną się wzdłuż wybrzeży Kamczatki, przez Wyspy Komandorskie na południe po Japonię, Koreę i Chiny. Sporadycznie zalatuje do Polski. Gatunek nie jest zagrożony wyginięciem.

## Taksonomia

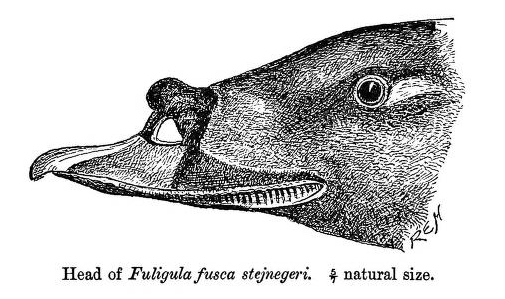
Głowa uhli azjatyckiej na XIX-wiecznej rycinie

Po raz pierwszy gatunek opisał Robert Ridgway w 1887. Holotyp pochodził z obszaru między Kamczatką a Japonią. Autor nadał nowemu gatunkowi nazwę Oidemia stejnegeri.
Obecnie (2020) Międzynarodowy Komitet Ornitologiczny umieszcza uhlę azjatycką w rodzaju Melanitta. Uznaje ją za odrębny, monotypowy gatunek, podobnie jak autorzy HBW. Dawniej niektórzy autorzy uznawali uhlę azjatycką za jeden gatunek razem z uhlą zwyczajną (M. fusca) i garbonosą (M. deglandi), przykładowo w monografii Ducks, Geese and Swans (2005). Przesłankami do rozdzielenia tego taksonu na trzy odrębne gatunki były:
- brak uzasadnienia przez Harterta decyzji o ich połączeniu w 1920[10][4];
- brak hybrydyzacji w miejscach współwystępowania tych uhli[10][9][8];
- różnice w budowie tchawicy[10];
- różnice w kolorystyce upierzenia i barwie dzioba oraz w jego zewnętrznej budowie[9][10].

## Morfologia
Długość ciała wynosi 51–58 cm. Masa ciała samców – 1020–1437 g. Przynajmniej do 2005 roku znano masę ciała tylko jednej samicy, podawaną w oparciu o źródło z 1952 roku – 957 g; z tego samego źródła pochodzą informacje dotyczące samców. Rozpiętość skrzydeł: 86–99 cm.
W upierzeniu występuje dymorfizm płciowy. Ptaki obojga płci mają białe lusterka. U samca większość upierzenia jest połyskliwie czarna. Czarne boki ciała pozwalają na odróżnienie go od uhli garbonosej (o brązowych bokach ciała). Pod okiem znajduje się biała plama o sierpowatym kształcie, sięgająca za oko. Ważną cechą rozpoznawczą jest kształt dużej narośli na dziobie – jej koniec jest skierowany do przodu. Nozdrza są zaokrąglone, nie długie i wąskie jak u uhli zwyczajnej. Ponadto sama narośl jest większa niż u samców uhli zwyczajnej. Boki dzioba mają bardziej fioletowawą po pomarańczowoczerwoną barwę zamiast żółtej (bardziej czerwoną bliżej nasady i bardziej żółtą bliżej końca dzioba) jak u uhli zwyczajnych; jego nasada i narośl są czarne. U samicy większość upierzenia ma barwę ciemnobrązową. Pióra na brzuchu z białymi końcówkami. Na pokrywach usznych i w okolicy kantarka obecne jaśniejsze plamy. Tęczówka jest jasnoszara u samców i brązowawa u samic, nogi – czerwone u samców i brudnożółte u samic.

## Zasięg występowania
Tereny lęgowe uhli azjatyckich położone są głównie na Syberii, od Jeniseju na wschód po Kamczatkę i na południe po Mongolię, gdzie gniazdują w północnej i zachodniej części kraju. Lokalnie gniazdują również w północno-wschodnim Kazachstanie w południowej części Ałtaju. Zimowiska rozmieszczone są wzdłuż wybrzeży Kamczatki i Wysp Komandorskich na południe po Japonię, Koreę i Chiny. W północno-wschodnich Chinach są widywane na przelotach, szczególnie w okolicach Beidaihe. Przed wędrówką uhle azjatyckie ze wschodniej Azji zbierają się w większe grupy u wybrzeży Morza Ochockiego, mniej licznie na jeziorach Kamczatki i na Sachalinie.
Sporadycznie zalatuje do Europy, w tym do Polski. W Polsce po raz pierwszy stwierdzona w 2007 roku w rezerwacie „Ptasi Raj” na terenie Gdańska – było to zaledwie czwarte stwierdzenie tego ptaka w zachodniej Palearktyce. W lutym i listopadzie 2018 oraz w grudniu 2019, również w Gdańsku, stwierdzono obecność tego samego samca uhli azjatyckiej, co oznacza, że zimował on tu 3 lata z rzędu. W listopadzie i grudniu 2022 odnotowano 4 kolejne stwierdzenia obejmujące 5 osobników, miały one miejsce w Krynicy Morskiej i Władysławowie.

## Ekologia i zachowanie
Uhle azjatyckie gniazdują przy niewielkich słodkowodnych zbiornikach w lasach iglastych i arktycznej tundrze, często daleko w głąb lądu. W Kazachstanie gniazdują na wysokości 1760–2300 m n.p.m., przy górskich jeziorach. Po sezonie lęgowym dorosłe osobniki wędrują na tereny, na których odbywają pierzenie – samce wyruszają i pierzą się wcześniej niż samice. W Kazachstanie uhle azjatyckie odlatują w październiku, wracają na tereny lęgowe pod koniec maja i na początku czerwca. Podczas pierzenia na 3–4 tygodnie tracą zdolność lotu. W jego trakcie i przez pozostałą część zimy uhle azjatyckie stają są bardzo towarzyskie. Przebywają w dużych stadach liczących do kilku tysięcy osobników, choć częściej są to niewielkie rozproszone grupy złożone z blisko 100 ptaków. Uhle azjatyckie żywią się głównie mięczakami; prócz tego zjadają skorupiaki, miękkie bezkręgowce, szkarłupnie, pierścienice, niewielkie ryby, a na wodach słodkich również owady i ich larwy. Przeważnie milczą, podobnie jak uhle zwyczajne i garbonose. Samce podczas zalotów odzywają się gwiżdżącym fee-er i niskim nosowym aah-er. Głos samic opisywany jest jako szorstkie i rechoczące kraaa-ah kraa-ah kraa.

### Lęgi
Lęgi uhli azjatyckich są słabo poznane w porównaniu do lęgów uhli zwyczajnych i garbonosych. Okres lęgowy rozpoczyna się na przełomie maja i czerwca; uhle azjatyckie łączą się w pary na czas jego trwania. Bronią niewielkiego obszaru wokół gniazda. Ma ono formę zagłębienia w ziemi o średnicy około 30 cm. Wyściółkę stanowią mchy, suche trawy i inne materiały roślinne. Poszczególne gniazda mogą być budowane do 2–3 km od wody. Zniesienie liczy od 6 do 9 jaj. Ich rozmiar jest wysoce zmienny między poszczególnymi zniesieniami – jedno ze źródeł z początku lat 50. XX wieku podaje go jako 55,4–72,5 na 35,7–49 mm (nie wspomniano liczby zmierzonych jaj). Pisklętami i młodymi zajmuje się wyłącznie samica. W Kazachstanie młode obserwowano od końca lipca do początku września.

## Status i zagrożenia
IUCN uznaje uhlę azjatycką za gatunek najmniejszej troski (LC, Least Concern) nieprzerwanie od 2012 roku (stan w 2021). Liczebność światowej populacji szacowano w 2006 roku na 0,6–1,0 milionów osobników. BirdLife International uznaje trend liczebności populacji za prawdopodobnie spadkowy.